# Karlewo
Karlewo [karˈlɛvɔ] es un pueblo ubicado en el distrito administrativo de Gmina Szczutowo, dentro del condado de Sierpc, Voivodato de Mazovia, en el este de Polonia central. Se encuentra aproximadamente a 17 kilómetros al sur de Szczutowo, 12 kilómetros al sur de Sierpc, y a 114 kilómetros al noroeste de Varsovia.